# 桃坡駅
桃坡駅（トパえき、도파역）は、現在の朝鮮民主主義人民共和国江原道昌道郡に存在した金剛山電気鉄道の駅（廃駅）である。太平洋戦争に伴う不要不急線の指定により、1944年に廃止された。

## 歴史
- 1934年9月25日：開業[1]。
- 1944年10月1日：廃止。

## 駅周辺
当駅周辺は現在、韓国側に向かって広がる任南ダムの中になっている。